# 317e régiment d'infanterie (France)
Le 317e régiment d'infanterie (317e RI) est un régiment d'infanterie de l'Armée de terre française constitué en 1914 avec les bataillons de réserve du 117e régiment d'infanterie.
À la mobilisation, chaque régiment d'active créé un régiment de réserve dont le numéro est le sien plus 200.

## Création et différentes dénominations
- août 1914 : 317e régiment d'infanterie ;
- juillet 1918 : dissolution.

## Chefs de corps
- Lieutenant-colonel Prévost 1914 (tué par l'ennemi).
- Commandant Robin de septembre 1914 au 7 décembre 1914.
- Lieutenant-colonel Henry du 7 décembre 1914 à juillet 1918.

## Historique des garnisons, combats et batailles du317eRI

### Première Guerre mondiale

#### Affectation
Casernement Le Mans.
- 4e corps d'armée en août 1914, 11e région
- 8e division d'infanterie de juin 1915 à juillet 1918.

#### 1914
Le 317e de réserve, fut constitué à deux bataillons le 3 août 1914 au Mans sous le commandement du Lieutenant-Colonel Prévost. Embarqué le 9 août il débarque à Verdun le 16 août, il se porte en avant entre en Belgique le 21 août, prend part à la bataille de Virton.
- Opérations de la IIIe et IVe armée. Virton (21 et 22 août), course à la mer (octobre jusqu'en décembre).

Du 29 octobre au 3 novembre 1914 de violents combats opposent le 4e Corps d’Armée Française aux troupes allemandes. Parmi les régiments français, les 115e, 117e, 317e et 315e régiments d’infanterie, composés de Sarthois, venus soit de Mamers (115e et 315e - réserve -) et du Mans (117e et 317e). Du Mans, ils vont à Virton en Belgique où le 22 août 1914, ils reçoivent le baptême du feu. Puis c'est la retraite vers Dun-sur-Meuse (combats de la ferme Jupille et de Doulcon). Pour le 117e RI, ce sont les combats de Montigny Sainte-Félicité le 31 août, de Carlepont les 16, 17 et 18 septembre, de Caisne, Gutz, Hesdin, Roye, Liancourt, Etlon Fonchette, Goyencourt et La Cambuse. Après une attaque infructueuse sur Andèchy, la zone de combat atteint Quesnoy-en-Santerre. Le 29, l’ordre est donné par le colonel Jullien d’enlever d’assaut Quesnoy-en-Santerre. Les 117e et 317e d’infanterie, ainsi que des éléments du 315e, s'attellent à la tâche, mais devant l'étendue des pertes, ne peuvent que s'arrêter à la route d'Amiens. Ce n'est que le surlendemain qu'ils prendront le village, à la baïonnette, après des corps à corps effroyables, obtenant, par son héroïsme, un ordre du colonel Jullien : « Merci à tous, du plus profond du cœur. Une fois de plus le 117e a justifié sa devise : En avant, toujours en avant ! »

#### 1915
- Picardie (juin), bois Raquette seconde bataille de Champagne (25 septembre), Saint-Hilaire, Saint-Souplay puis Tahure (novembre, décembre).

#### 1916
- Marne (janvier, juillet), maison de Champagne Verdun (juillet), Froideterre, Fleury, Douaumont, PC 119. Champagne (août, octobre). Butte du Mesnil, Saint-Mihiel (février, avril), bois D'Ailly.

#### 1917
- Somme, Lihons, Chilly (janvier), Marne, Moronvilliers (avril, mai).

#### 1918
Le 15 juillet 1918 débute la grande offensive allemande, la friedensturm. Celle-ci doit, selon les espoirs de notre adversaire, être le coup de grâce à nos armées. Ce jour-là, le 317e mène une résistance héroïque tout autour de Vandières. Au château, l’assaut dure 13 heures. Cette résistance déclenche la colère de Ludendorff qui demande au commandant du 2e régiment de la garde « à quelle date le régiment daignera-t-il prendre Châtillon ? ». Les Allemands finissent par prendre la place, puis progressent sur Châtillon-sur-Marne. Derrière eux, Pareuil, Trotte, Vandières, la ferme des Essarts, la Grange-aux-Bois, le bois de la Malmaison… Les Allemands ont pénétré de 5  à   10 km dans les lignes françaises et les morts, allemands et français jonchent le sol par dizaines, partout. C’est en fait une totale hécatombe de part et d’autre. Il sera dissous trois jours après. Mais l’héroïsme de ce régiment (et d’autres) n’a pas été vain. Grâce à cette résistance, la progression de l’ennemi ralentit puis celui-ci commence à reculer le 18 juillet sous l’effet de la contre-offensive. C’est le début de la débâcle qui le conduira à accepter l’armistice quatre mois plus tard.
- Dissolution du régiment le 15 juillet 1918. Ce régiment était tout entier aux avant-postes. Sa résistance a été très brillante. Les éléments encerclés ont combattu avec une énergie et une ténacité remarquable au profit de la position de résistance pendant treize heures et ont infligé à l'ennemi de très lourdes pertes. Il sera anéanti.

### Seconde Guerre Mondiale

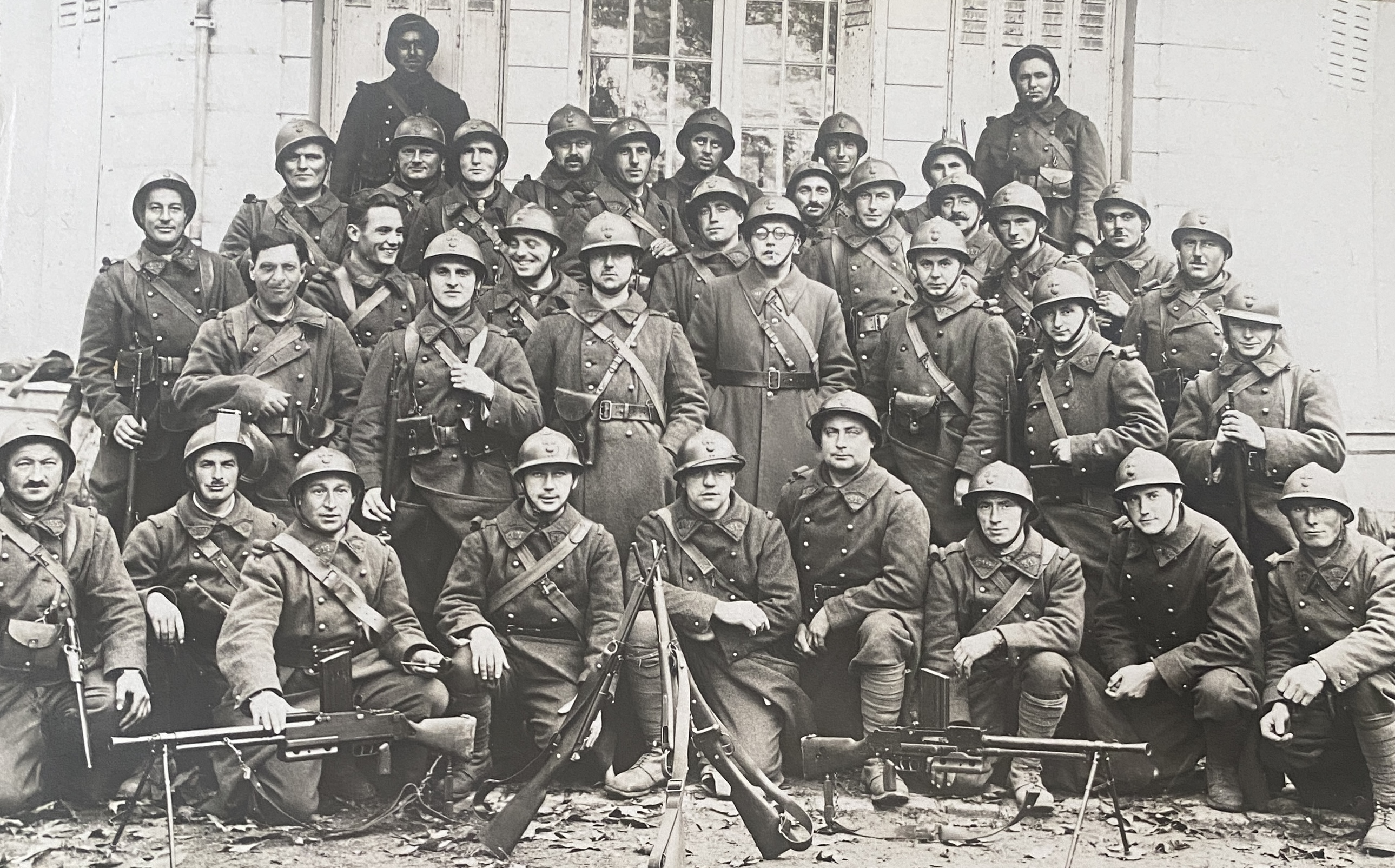
Une compagnie du 317 éme RI fin 1939

- Reconstitué à Laval en 1939 au sein de la 54e division d'infanterie, il se voit confier la défense du col du Bonhomme et de Kaysersberg  le 13 juin 1939.
En captivité jusqu'en 1945 (Stalag VII A et B)

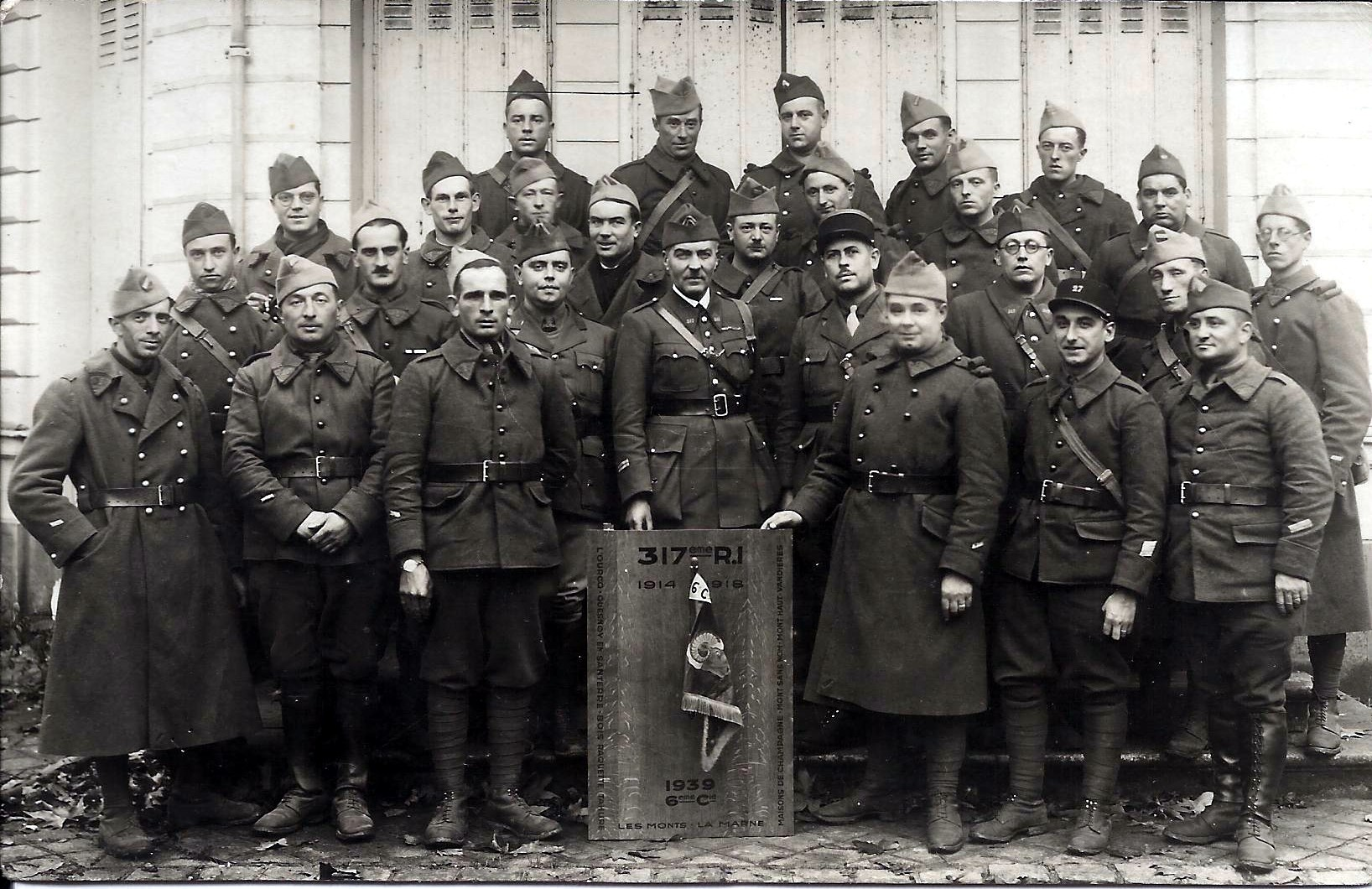
317ème RI-6ème compagnie

Cesse le combat le 20 juin.

## Drapeau
Il porte, cousues en lettres d'or dans ses plis, les inscriptions suivantes :
- Les Monts 1917
- La Marne 1918

## Décorations
Sa cravate est décorée de la Croix de guerre 1914-1918  avec étoile de Vermeil. (le 13 août 1917)
- Décorations décernées au régiment :

Une citation à l'ordre du corps d'armée (ordre du 4e corps n.86 18 août 1917).
Le 4e bataillon du régiment une citation à l'ordre de l'armée (ordre de la IVe armée n.64 18 août 1917).
La 22e compagnie citation à l'ordre de la division (ordre de la 8e division n.64 18 août 1917).

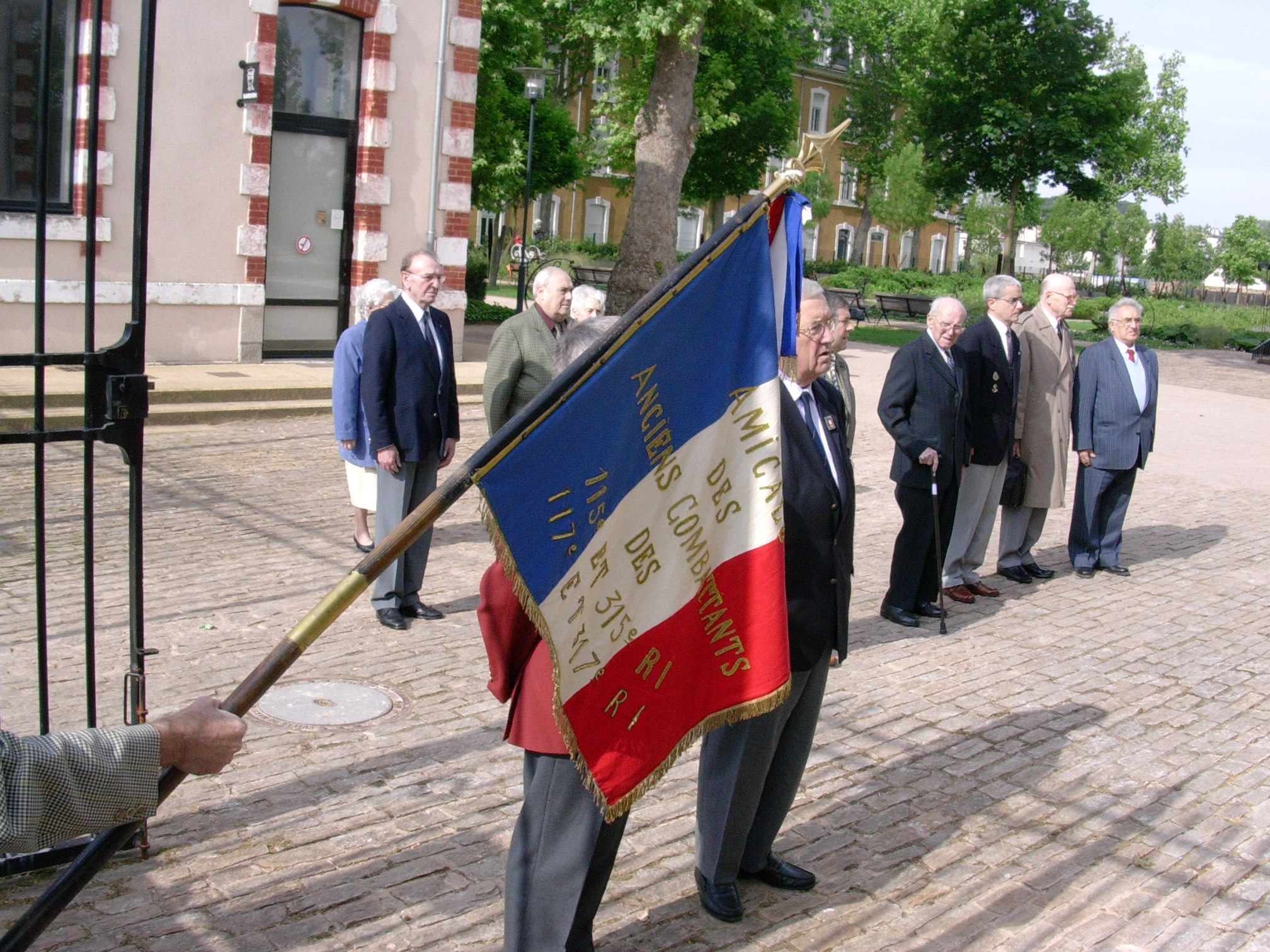
porte drapeau des 315e 117e 317e 271e RI ancienne caserne Chanzy RI le Mans le 20/05/07.

### Insigne
Une tête de bélier avec l'inscription 317e RI.

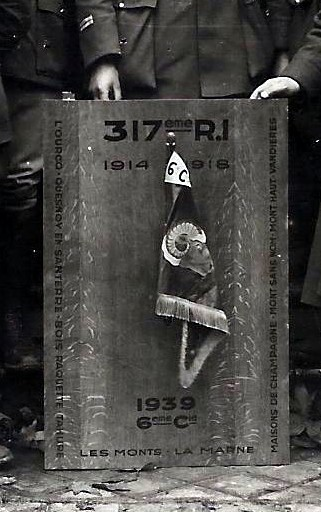
RI -6e compagnie en 1939

### Sources et bibliographie
- Recherche : par le commandant Pocard Michel ancien du 117e RI, président de l'amicale du même régiment au (Mans). (Revue de l'organe de l'amicale des 115e régiment d'infanterie, 315e, 117e, 317e, 271e RI fondée en 1915, dans les tranchées par le sergent R.Clain, du 115e, au secteur des marquis).